# Gymnophora nonpachyneura
Gymnophora nonpachyneura är en tvåvingeart som beskrevs av Liu 2001. Gymnophora nonpachyneura ingår i släktet Gymnophora och familjen puckelflugor. Inga underarter finns listade i Catalogue of Life.